# Alex Kanaar
Alex Kanaar (ur. 4 marca 1983 w Nowra) – australijski rugbysta grający w drugiej i trzeciej linii młyna, reprezentant kraju.
Uczęszczał do Oxley College, a następnie studiował na Uniwersytecie w Sydney. Związał się wówczas z Sydney Uni Football Club, w którego juniorskich drużynach występował przez trzy lata, do pierwszego zespołu przebijając się w 2004 roku. W 2003 roku został wybrany do reprezentacji australijskich uniwersytetów, zaś rok później otrzymał powołanie do kadry U-21 na Mistrzostwa Świata 2004. W tym turnieju zagrał we wszystkich pięciu spotkaniach, a młodzi Australijczycy zajęli ostatecznie czwarte miejsce.
Dla Nowej Południowej Walii zadebiutował w październiku 2004 roku podczas szkoleniowego tournée do Argentyny. W prowadzonej przez Ewena McKenzie drużynie zagrał wówczas w trzech meczach, a dobre występy dały mu wyróżnienie dla najlepszego nowego zawodnika oraz roczny kontrakt z Waratahs. W 2005 roku opuścił tylko jedno spotkanie sezonu Super 12 z powodu kontuzji, a jego zespół dotarł do finału tych rozgrywek. Pod koniec lipca zagrał jeszcze w meczu Waratahs z Auckland.
Jego wysoka forma zwróciła na niego uwagę szkoleniowców kadry. W ramach Australii A dwukrotnie zagrał przeciwko Junior All Blacks, zaś dla Wallabies zadebiutował w ostatnim meczu Pucharu Trzech Narodów 2005 z Nową Zelandią, zostając setnym reprezentantem kraju pochodzącym z Sydney Uni. Czerwona kartka z klubowego pojedynku, po której otrzymał trzymiesięczną karę zawieszenia, kosztowała zawodnika kolejny wyjazd Waratahs oraz resztę sezonu reprezentacyjnego.
W 2006 roku zagrał we wszystkich meczach Waratahs w rozszerzonych rozgrywkach Super 14, a sezon zakończył się nieznaczną porażką z Hurricanes w półfinale. Zainteresowanie zawodnikiem wyraził zespół Western Force, Kanaar przedłużył jednak kontrakt z Waratahs o kolejne dwa lata. Pod koniec czerwca tego roku w spotkaniu Sydney Uni z Warringah Rats doznał kontuzji kostki, a artroskopia i rehabilitacja wyeliminowały go ze zwycięskiej kampanii Sydney Uni, rozgrywek Australian Provincial Championship i szkoleniowego tournée Waratahs, a także walki o miejsce w składzie Wallabies.
Do grania powrócił w styczniu 2007 roku w przedsezonowym spotkaniu z Brumbies. Wkrótce po wejściu na boisko uszkodził więzadło krzyżowe przednie w lewym kolanie, przez co opuścił cały sezon. Rehabilitacja po rekonstrukcji kolana początkowo przebiegała zgodnie z planem, następnie przeszedł jednak kolejne operacje. Z uwagi na problemy w dojściu do pełnej sprawności pod koniec stycznia 2008 roku oficjalnie ogłosił zakończenie kariery sportowej.
Ogółem w stanowych barwach zagrał trzydziestokrotnie, w tym 26 razy w rozgrywkach Super 12/14. Mecz z All Blacks był zaś jego jedynym występem w reprezentacji kraju.
Pozostał związany ze sportem w roli trenera zespołów juniorskich, zajął się również działalnością ekologiczną.